# Herons formel
Herons formel er en formel som Heron beskrev og anførte et bevis for: Den angiver arealet {\displaystyle A} af en trekant med siderne {\displaystyle a}, {\displaystyle b} og {\displaystyle c}:
{\displaystyle A={\sqrt {s(s-a)(s-b)(s-c)}}}
hvor {\displaystyle s} er trekantens halve omkreds, dvs.
{\displaystyle s={\frac {a+b+c}{2}}}
I specialtilfældet {\displaystyle a=b=c} (ligesidet trekant), fås
{\displaystyle A={\sqrt {{\frac {3a}{2}}\cdot {\frac {a}{2}}\cdot {\frac {a}{2}}\cdot {\frac {a}{2}}}}={\frac {\sqrt {3}}{4}}\cdot a^{2}}
i overensstemmelse med en beregning byggende på Pythagoras' læresætning.
Herons formel er et vigtigt teorem i plangeometrien. Skønt der kun indgår længder af linjestykker (ingen vinkler) i Herons formel, ville man i dag udlede den på basis af trigonometri; det er bemærkelsesværdigt at man på Herons tid kunne klare sig foruden.

## Historie
Herons beskrivelse og bevis for formlen optræder i hans bog Metrica fra omkring år 60: Dette værk er en sammenfatning af den matematiske viden som grækerne besad på hans tid, så formlen har formodentlig været kendt længe inden Metrica blev udgivet – nogen gætter endda på at Arkimedes kendte til denne formel.
Kineserne har siden udledt en anden formel med samme betydning, uafhængigt af grækerne. I Qin Jiushaos værk Shushu Jiuzhang, udgivet i 1247, optræder formlen på denne form:
{\displaystyle A={\frac {1}{2}}\cdot {\sqrt {a^{2}\cdot c^{2}-\left({\frac {a^{2}+c^{2}-b^{2}}{2}}\right)^{2}}}}

## Bevis
På tegningen til højre er vist en "vilkårlig" trekant {\displaystyle ABC}, som ved hjælp af højden {\displaystyle h} er blevet delt op i to retvinklede trekanter. Denne højde deler også siden {\displaystyle b} i to dele med længderne {\displaystyle x} og {\displaystyle b-x}.
Ved at bruge Pythagoras' læresætning på de to retvinklede trekanter, får man:
For trekanten til venstre for højden:
{\displaystyle h^{2}+x^{2}=c^{2}\Leftrightarrow h^{2}=c^{2}-x^{2}}
For trekanten til højre for højden:
{\displaystyle h^{2}+(b-x)^{2}=a^{2}\Leftrightarrow h^{2}=a^{2}-(b-x)^{2}}
Bemærk de to udtryk til højre for dobbeltpilene; de giver to forskellige regneudtryk for samme størrelse, nemlig {\displaystyle h^{2}}. Derfor kan vi sætte disse to udtryk lig med hinanden, og det giver
{\displaystyle {\begin{aligned}c^{2}-x^{2}&=a^{2}-(b-x)^{2}\Leftrightarrow \\c^{2}&=a^{2}-(b-x)^{2}+x^{2}\end{aligned}}}
Nu er {\displaystyle c^{2}} blevet isoleret på venstre side af lighedstegnet. Ved hjælp af regneregler for kvadratet på en toleddet størrelse kan udtrykket på højre side reduceres lidt:
{\displaystyle {\begin{aligned}c^{2}&=a^{2}-(b-x)^{2}+x^{2}\Leftrightarrow \\c^{2}&=a^{2}-(b^{2}+x^{2}-2\cdot b\cdot x)+x^{2}\Leftrightarrow \\c^{2}&=a^{2}-b^{2}-x^{2}+2\cdot b\cdot x+x^{2}\Leftrightarrow \\c^{2}&=a^{2}-b^{2}+2\cdot b\cdot x\end{aligned}}}
Den sidste ligning skrives nu om, så {\displaystyle x} er isoleret:
{\displaystyle {\begin{aligned}c^{2}&=a^{2}-b^{2}+2\cdot b\cdot x\Leftrightarrow \\-2\cdot b\cdot x&=a^{2}-b^{2}-c^{2}\Leftrightarrow \\x&={\frac {a^{2}-b^{2}-c^{2}}{-2\cdot b}}\Leftrightarrow \\x&={\frac {b^{2}+c^{2}-a^{2}}{2\cdot b}}\end{aligned}}}
For at regne videre med dette {\displaystyle x}, "skaffer" man sig et regneudtryk med denne størrelse ved at bruge Pythagoras sætning på trekanten til venstre for den indtegnede højde:
{\displaystyle h={\sqrt {c^{2}-x^{2}}}}
Ved at erstatte {\displaystyle x} med det regneudtryk det blev udledt i forrige ligning, får man:
{\displaystyle {\begin{aligned}h&={\sqrt {c^{2}-x^{2}}}\Leftrightarrow \\h&={\sqrt {c^{2}-\left({\frac {b^{2}+c^{2}-a^{2}}{2\cdot b}}\right)^{2}}}\Leftrightarrow \\h&={\sqrt {c^{2}-{\frac {\left(b^{2}+c^{2}-a^{2}\right)^{2}}{\left(2\cdot b\right)^{2}}}}}\end{aligned}}}
For at få {\displaystyle c^{2}} "bygget ind" i brøken under kvadratrodstegnet, omskrives dette led ved at multiplicere ("forlænge") det med {\displaystyle \left(2\cdot b\right)^{2}}:
{\displaystyle c^{2}={\frac {c^{2}\cdot \left(2\cdot b\right)^{2}}{\left(2\cdot b\right)^{2}}}={\frac {\left(2\cdot b\cdot c\right)^{2}}{\left(2\cdot b\right)^{2}}}}
Ved at erstatte {\displaystyle c^{2}} i forrige ligning med det sidste udtryk herover, kan hele udtrykket under kvadratrodstegnet skrives som én brøk:
{\displaystyle {\begin{aligned}h&={\sqrt {c^{2}-{\frac {\left(b^{2}+c^{2}-a^{2}\right)^{2}}{\left(2\cdot b\right)^{2}}}}}\\&={\sqrt {{\frac {\left(2\cdot b\cdot c\right)^{2}}{\left(2\cdot b\right)^{2}}}-{\frac {\left(b^{2}+c^{2}-a^{2}\right)^{2}}{\left(2\cdot b\right)^{2}}}}}\\&={\sqrt {\frac {\left(2\cdot b\cdot c\right)^{2}-\left(b^{2}+c^{2}-a^{2}\right)^{2}}{\left(2\cdot b\right)^{2}}}}\\&={\frac {\sqrt {\left(2\cdot b\cdot c\right)^{2}-\left(b^{2}+c^{2}-a^{2}\right)^{2}}}{2\cdot b}}\end{aligned}}}
Udtrykket under kvadratrodstegnet består nu af differensen mellem kvadratet på to størrelser: Nu bruges reglen om at {\displaystyle a^{2}-b^{2}=(a+b)\cdot (a-b)} til at omskrive denne del af udtrykket:
{\displaystyle {\begin{aligned}h&={\frac {\sqrt {\left(2\cdot b\cdot c\right)^{2}-\left(b^{2}+c^{2}-a^{2}\right)^{2}}}{2\cdot b}}\\&={\frac {\sqrt {{\big (}2\cdot b\cdot c+\left(b^{2}+c^{2}-a^{2}\right){\big )}\cdot {\big (}2\cdot b\cdot c-\left(b^{2}+c^{2}-a^{2}\right){\big )}}}{2\cdot b}}\\&={\frac {\sqrt {\left(2\cdot b\cdot c+b^{2}+c^{2}-a^{2}\right)\cdot \left(2\cdot b\cdot c-b^{2}-c^{2}+a^{2}\right)}}{2\cdot b}}\end{aligned}}}
I den sidste linje herover er de små "parenteser i parenteser" under kvadratrodstegnet blevet hævet, så der nu står produktet af to parenteser. I den første parentes skal man bemærke {\displaystyle 2\cdot b\cdot c+b^{2}+c^{2}}, som per reglerne for kvadratet af toledede størrelser kan omskrives til {\displaystyle (b+c)^{2}}. I udtrykket for højden {\displaystyle h} kan den første parentes i brøkens tæller altså omskrives sådan her:
{\displaystyle {\begin{aligned}h&={\frac {\sqrt {\left(2\cdot b\cdot c+b^{2}+c^{2}-a^{2}\right)\cdot \left(2\cdot b\cdot c-b^{2}-c^{2}+a^{2}\right)}}{2\cdot b}}\\&={\frac {\sqrt {{\big (}\left(b+c\right)^{2}-a^{2}{\big )}\cdot \left(2\cdot b\cdot c-b^{2}-c^{2}+a^{2}\right)}}{2\cdot b}}\end{aligned}}}
Noget tilsvarende kan gøres for den sidste parentes – her skal man på grund af fortegnene i stedet udnytte at
{\displaystyle 2\cdot b\cdot c+b^{2}+c^{2}=(b+c)^{2}\Leftrightarrow 2\cdot b\cdot c-c^{2}-b^{2}=-(c-b)^{2}}
og så kan udtrykket for {\displaystyle h} forenkles på denne måde:
{\displaystyle {\begin{aligned}h&={\frac {\sqrt {{\big (}\left(b+c\right)^{2}-a^{2}{\big )}\cdot \left(2\cdot b\cdot c-b^{2}-c^{2}+a^{2}\right)}}{2\cdot b}}\\&={\frac {\sqrt {{\big (}\left(b+c\right)^{2}-a^{2}{\big )}\cdot {\big (}a^{2}-\left(c-b\right)^{2}{\big )}}}{2\cdot b}}\end{aligned}}}
Nu indeholder hver parentes differensen mellem kvadratet på to tal, og kan således hver især omskrives til produktet at de to tals hhv. sum og differens:
{\displaystyle {\begin{aligned}h&={\frac {\sqrt {{\big (}\left(b+c\right)^{2}-a^{2}{\big )}\cdot {\big (}a^{2}-\left(c-b\right)^{2}{\big )}}}{2\cdot b}}\\&={\frac {\sqrt {{\big (}\left(b+c\right)+a{\big )}\cdot {\big (}\left(b+c\right)-a{\big )}\cdot {\big (}a+\left(c-b\right){\big )}\cdot {\big (}a-\left(c-b\right){\big )}}}{2\cdot b}}\\&={\frac {\sqrt {\left(b+c+a\right)\cdot \left(b+c-a\right)\cdot \left(a+c-b\right)\cdot \left(a-c+b\right)}}{2\cdot b}}\end{aligned}}}
I sidste linje herover er de små "parenteser i parenteser" blevet hævet.
Højden {\displaystyle h} er tegnet ud fra grundlinjen {\displaystyle b}, og ud fra de to størrelser beregnes trekantens areal {\displaystyle A} som:
{\displaystyle A={\frac {1}{2}}\cdot h\cdot b}
Hvis man i dette udtryk indsætter det udtryk for {\displaystyle h} ovenfor og siden reducerer udtrykket, får man:
{\displaystyle {\begin{aligned}A&={\frac {1}{2}}\cdot h\cdot b\\&={\frac {1}{2}}\cdot {\frac {\sqrt {\left(b+c+a\right)\cdot \left(b+c-a\right)\cdot \left(a+c-b\right)\cdot \left(a-c+b\right)}}{2\cdot b}}\cdot b\\&={\frac {\sqrt {\left(b+c+a\right)\cdot \left(b+c-a\right)\cdot \left(a+c-b\right)\cdot \left(a-c+b\right)}}{4}}\end{aligned}}}
Den sidste del af beviset går ud på at demonstrere, at man fra Herons formel kan "regne sig tilbage" til samme udtryk for trekantens areal som ovenfor:
{\displaystyle {\begin{aligned}A&={\sqrt {s\cdot \left(s-a\right)\cdot \left(s-b\right)\cdot \left(s-c\right)}}\ ,\ s={\frac {a+b+c}{2}}\Leftrightarrow \\A&={\sqrt {{\frac {a+b+c}{2}}\cdot \left({\frac {a+b+c}{2}}-a\right)\cdot \left({\frac {a+b+c}{2}}-b\right)\cdot \left({\frac {a+b+c}{2}}-c\right)}}\end{aligned}}}
For at få hhv. {\displaystyle -a}, {\displaystyle -b} og {\displaystyle -c} "bygget ind" i brøkerne, skal de "forlænges" så de optræder med nævneren 2 – herefter kan udtrykket reduceres:
{\displaystyle {\begin{aligned}A&={\sqrt {{\frac {a+b+c}{2}}\cdot \left({\frac {a+b+c}{2}}-a\right)\cdot \left({\frac {a+b+c}{2}}-b\right)\cdot \left({\frac {a+b+c}{2}}-c\right)}}\\&={\sqrt {{\frac {a+b+c}{2}}\cdot \left({\frac {a+b+c}{2}}-{\frac {2\cdot a}{2}}\right)\cdot \left({\frac {a+b+c}{2}}-{\frac {2\cdot b}{2}}\right)\cdot \left({\frac {a+b+c}{2}}-{\frac {2\cdot c}{2}}\right)}}\\&={\sqrt {{\frac {a+b+c}{2}}\cdot {\frac {a+b+c-2\cdot a}{2}}\cdot {\frac {a+b+c-2\cdot b}{2}}\cdot {\frac {a+b+c-2\cdot c}{2}}}}\\&={\sqrt {{\frac {a+b+c}{2}}\cdot {\frac {b+c-a}{2}}\cdot {\frac {a+c-b}{2}}\cdot {\frac {a+b-c}{2}}}}\\&={\sqrt {\frac {\left(a+b+c\right)\cdot \left(b+c-a\right)\cdot \left(a+c-b\right)\cdot \left(a+b-c\right)}{16}}}\\&={\frac {\sqrt {\left(a+b+c\right)\cdot \left(b+c-a\right)\cdot \left(a+c-b\right)\cdot \left(a+b-c\right)}}{4}}\end{aligned}}}
Da dette udtryk essentielt er det samme som det udtryk den første del af beviset endte med, er Herons formel hermed bevist.